# Eddie Thoneick
Eddie Thoneick (* 1978 in Straelen) ist ein deutscher House-Produzent und DJ.

## Leben und Karriere
Als 15-Jähriger gewann er einen DJ-Wettbewerb im Tribehouse in Neuss, was ihn zum Resident-DJ der After-Hour des Clubs machte. In der Folgezeit legte er regelmäßig im Casino in Duisburg und im Flamingo in Essen auf. 1999 begann er selbst Housemusik zu produzieren und wurde überregional gebucht. Seine ersten Remixes für Künstler wie Roger Sanchez, Steve Angello oder Sebastian Ingrosso wurden auf DJ Antoines Labels Egoïste und Houseworks veröffentlicht. Seinen größten Hit hatte er 2006: Zusammen mit Kurd Maverick produzierte er eine Houseversion des 1980er Nummer-eins-Hits Love Sensation von Loleatta Holloway. Seit dieser Zeit kamen verstärkt Remix-Anfragen und Bookings aus der ganzen Welt. Seit 2010 kooperiert er verstärkt mit dem US-Amerikaner Erick Morillo, der seit über zehn Jahren zu den bekanntesten House-DJs zählt und seinen Durchbruch mit dem Hit „I Like to Move It“ mit dem Projekt Reel 2 Real hatte. Insbesondere die beiden Veröffentlichungen „Live Your Life (Be Free)“ und „Stronger“ wurden zu weltweiten Erfolgen. Neben regelmäßigen Auftritten auf Ibiza tourte er seitdem neben Europa in Australien, den USA, Asien und Südamerika.
Neben seiner Tätigkeit als Musikproduzent und DJ ist Eddie Thoneick seit 2006 als Zahnarzt tätig.

## Singles (Auswahl)
- 2006: Love Sensation (mit Kurd Maverick)
- 2006: Deeper Love (feat. Berget Lewis)
- 2007: Together As One (feat. Bonse)
- 2007: Forgiveness (feat. Berget Lewis)
- 2008: I Wanna Freak U
- 2008: Watcha Want
- 2008: Hi’N’Bye (mit Till West und Alexandra Prince)
- 2009: In My Head (feat. Shermanology)
- 2010: Nothing Better (mit Erick Morillo und Shena)
- 2010: Live Your Life (mit Erick Morillo und Shawnee Taylor)
- 2011: Stronger (mit Erick Morillo und Shawnee Taylor)
- 2012: If This Ain’t Love (mit Erick Morillo und Skin)
- 2012: One Good Reason
- 2012: Celsius (mit Norman Doray)
- 2014: Love Will Never Let You Down (mit Abel Ramos und James Walsh)
- 2015: Solar